# Distoleon lambarenus
Distoleon lambarenus is een insect uit de familie van de mierenleeuwen (Myrmeleontidae), die tot de orde netvleugeligen (Neuroptera) behoort. 
Distoleon lambarenus is voor het eerst wetenschappelijk beschreven door Navás in 1921.